# Лунный метеорит

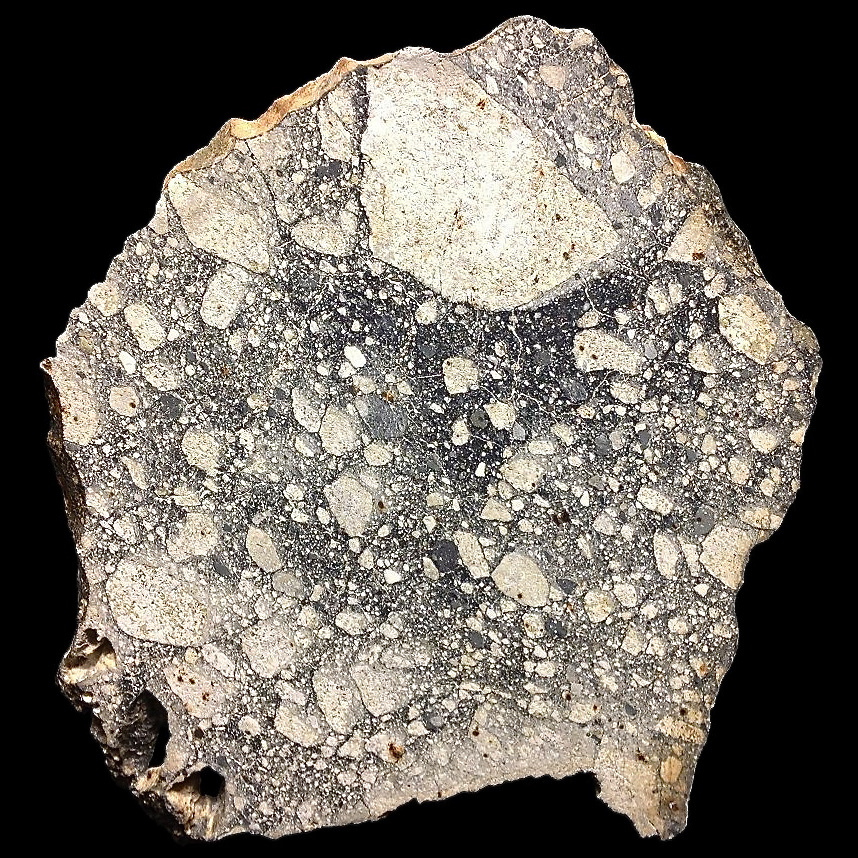
Фрагмент крупнейшего из известных лунных метеоритов — NWA5000, найденного в пустыне Сахара в 2007 году

Лунные метеориты — фрагменты Луны, выбитые из неё в результате ударов других космических тел и попавшие на Землю как метеориты. В отличие от них, метеориты, падающие на поверхность Луны, относятся к кратковременным лунным явлениям. Высказывались предположения о возможности причисления к лунным метеоритам тектитов, но эта точка зрения не разделяется научным сообществом.
В настоящее время надёжно идентифицировано свыше 140 лунных метеоритов.

## Открытие лунных метеоритов
В январе 1982 года американский геолог Джон Шутт в ходе экспедиции в Антарктиду по программе ANSMET обнаружил метеорит с необычными характеристиками. Этот метеорит, получивший впоследствии наименование Allan Hills 81005, был отправлен в Вашингтон, где геохимик Смитсоновского института Брайан Мейсон сделал заключение, что данный образец по своими свойствам отличается от всех известных метеоритов и скорее напоминает характеристики лунных пород, доставленных на Землю в ходе программы «Аполлон». Несколько лет спустя японские учёные признали лунным метеоритом объект под названием Ямато 791197, обнаруженный в 1979 году в Антарктиде. По состоянию на октябрь 2010 года выявлено 134 лунных метеорита общей массой более 46 кг. Все лунные метеориты были найдены в пустынных местностях — в Антарктиде, Северной Африке и в султанате Оман. В Европе, Северной Америке и Южной Америке ни одного лунного метеорита пока не найдено.
Установление лунного происхождения метеорита производится путём сравнения его химического и изотопного состава с образцами лунного грунта, доставленного с Луны в ходе программы «Аполлон».

## Попадание на Землю
По оценкам метеоритиков, большинство лунных метеоритов формируется в лунных кратерах, имеющих в диаметре несколько километров или менее. К настоящему времени ни один лунный кратер не был однозначно идентифицирован как источник лунных метеоритов, хотя есть предположение, что метеорит Шейх эль-Ухеймир 169 может происходить из кратера Лаланд на видимой стороне Луны.
Измерения концентрации благородных газов показали, что все лунные метеориты были выброшены с поверхности Луны в течение последних 20 миллионов лет, причём большая их часть — в последние 100 тысяч лет. Покинув поверхность Луны, большинство лунных метеоритов оказывалось на околоземной орбите и в конечном счёте падало на поверхность Земли. Часть метеоритов, выброшенных с поверхности Луны, оказывается на околосолнечных орбитах и может впоследствии пересечь орбиту Земли.

## Научная значимость
Все образцы лунных пород, доставленные в результате шести миссий космических кораблей «Аполлон», были собраны в центральной части видимой стороны Луны, которая, как показала впоследствии программа Lunar Prospector, характеризуется наличием геохимических аномалий. В отличие от этих образцов лунные метеориты имеют случайное происхождение и, следовательно, обеспечивают более репрезентативную выборку свойств лунной поверхности, чем образцы проекта «Аполлон». По имеющимся оценкам, половина лунных метеоритов, скорее всего, являются образцами пород обратной стороны Луны.
После обнаружения в 1982 году первого лунного метеорита в научном сообществе было высказано предположение, что некоторые ранее найденные метеориты с необычными характеристиками могут иметь марсианское происхождение. Подтверждение происхождения лунных метеоритов говорит в пользу гипотезы, что воздействие на поверхность Марса также может привести к возникновению попадающих на Землю метеоритов. По аналогии, появляются также предположения о возможности появления «земных метеоритов» на поверхности Луны. Поиск «земных метеоритов» на Луне представляет большой интерес для геологов, поскольку есть гипотетическая вероятность обнаружения земных пород возрастом более 3,9 миллиардов лет, которые разрушились на Земле в силу различных геологических процессов, но могли сохраниться на Луне.

## Частная собственность

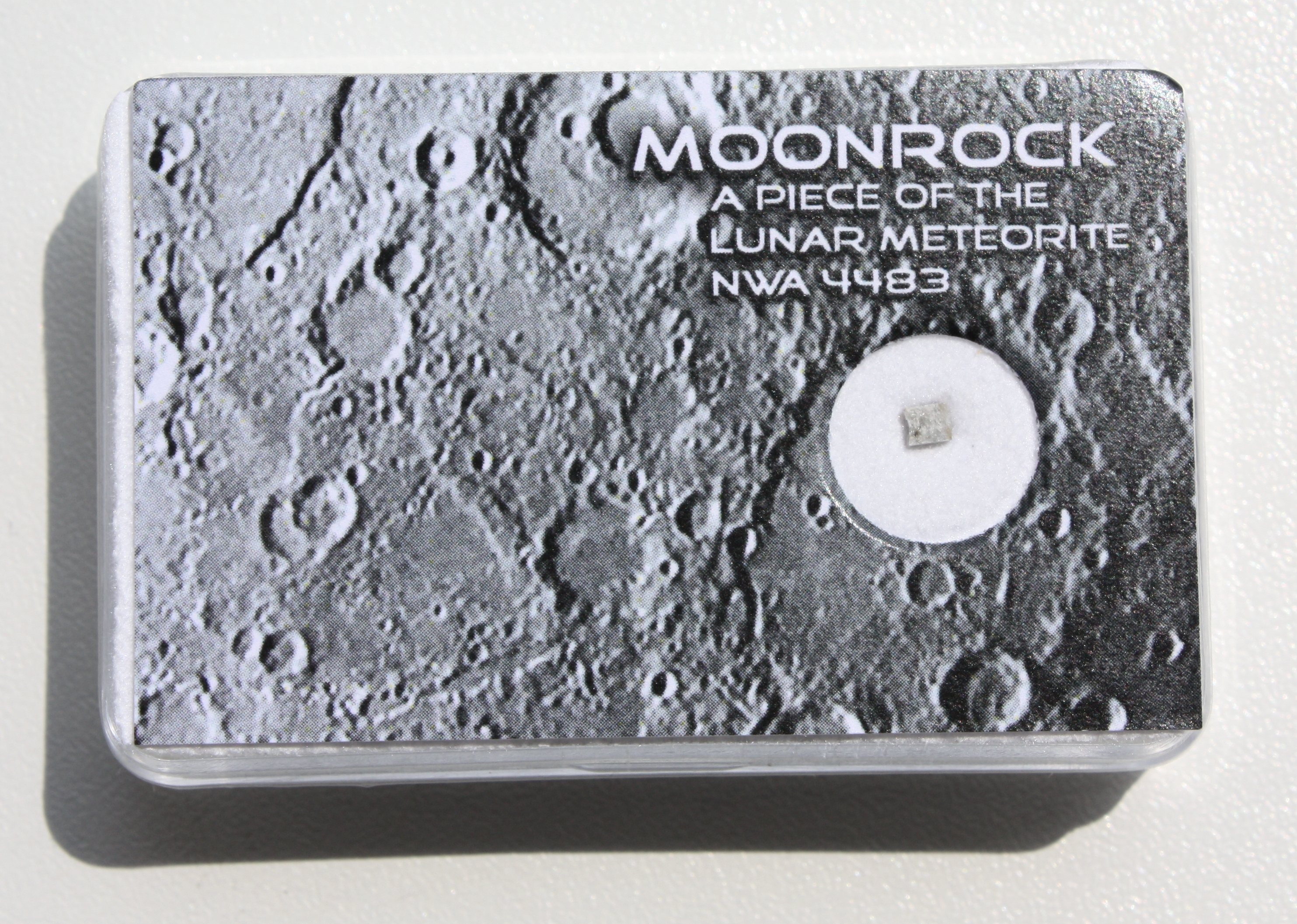
Фрагмент лунного метеорита NWA 4483, размером 2,2 × 2,0 мм и массой 11 мг, находящийся в частной собственности

Поскольку все образцы лунного грунта, собранные в ходе программы «Аполлон», являются собственностью правительства США (и, аналогично, образцы лунного грунта, доставленные на Землю советскими автоматическими станциями Луна-16, Луна-20 и Луна-24, являются собственностью правительства СССР, затем — РФ), единственным способом получения лунного грунта в частную собственность является присвоение или покупка лунных метеоритов. Известно, что три крошечных образца лунного грунта были проданы на аукционе за 442 500 долларов в 1993 году.